# 缩头湖之战
缩头湖之战，1131年（宋高宗绍兴元年、金太宗天会九年），宋金战争中，张荣率领抗金义军，在缩头湖（今江苏省兴化市东）击败金军进攻的水战。
张荣原是为梁山泊（今山东省梁山县、郓城县之间）渔民。金朝灭北宋后，他聚众数百起义抗金，其人骁勇，被称为“张敌万”。建炎三年（1129年）二月，金軍攻占扬州，宋高宗君臣逃往杭州。张荣在梁山泊难以立足，率军乘船沿泗水下游清河南下，在承州（今江苏省高邮市）以北鼍潭湖水域驻泊，用泥粘合茭草堆积成墙，筑成水寨，远近响应，聚众万余人，与南宋承州守将薛庆取得联系。
樊梁、白马、新开三湖在承州、楚州（今江苏省淮安市）二州之间，绵延三百余里。张荣在此间袭击金军，多次获胜。建炎四年（1130年）八月，金朝为集兵攻取陕西，将由江南撤退至六合县的完颜宗弼军西调洛阳，由元帅左监完颜昌负责淮南战场。九月中旬，完颜昌督军攻克楚州，南宋守将赵立战死。十一月，天寒湖水冰冻，完颜昌乘机率军进攻鼍潭湖义军水寨，张荣焚烧积聚粮草，引军向东撤退。完颜昌攻打泰州，岳飞率军抗击，保护城中百姓、所部家属渡江后，引军退守江阴军（今江苏省江阴市）。
绍兴元年（1131年）二月，张荣退据通州（今江苏省南通市），坚持抗金。通州难于久守，他又转移至缩头湖。三月十五日，完颜昌从泰州率军万余船进入缩头湖，企图攻灭张荣军。张荣率义军乘数十舟迎战，发现金军仅有数艘大船在前，其后都是小舟。于是命部下躲避锋锐，待湖水方退时，佯败弃舟上岸，引诱金军舟船驶至临岸水浅处，尽陷泥淖，利用金军不善于水战的弱点，乘其混乱，回兵反击，俘杀完颜昌的女婿、万户蒲察鹘拔鲁等五千余人。完颜昌率余部退回楚州，渡淮河向北撤退，张荣乘胜收复泰州。